# Епархия Гвалиора
Епархия Гвалиора (лат. Dioecesis Gwaliorensis) — епархия Римско-Католической церкви c центром в городе Гвалиор, Индия. Епархия Гвалиора входит в митрополию Бхопала. Кафедральным собором епархии Гвалиора является церковь святого Иоанна Крестителя.

## История
9 февраля 1999 года Римский папа Иоанн Павел II издал буллу Cum ad aeternam, которой учредил епархию Гвалиора, выделив её из епархии Джханси.

## Ординарии епархии
- епископ Joseph Kaithathara (9.02.1999 — по настоящее время).

## Источник
- Annuario Pontificio, Ватикан, 2007
- Булла Cum ad aeternam  (лат.)